# Rostjärnen (Hammerdals socken, Jämtland)
Rostjärnen är en sjö i Strömsunds kommun i Jämtland och ingår i Indalsälvens huvudavrinningsområde.